# Jakub Kagan
Jakub Kagan (ur. 26 stycznia?/7 lutego 1896 w Nowogródku, zm. 1942 na terenie getta w Warszawie) – polski kompozytor pochodzenia żydowskiego. Był również pianistą, aranżerem, muzykiem jazzowym.

## Życiorys
Był synem Morducha i Sary z Kantorów. Przed 1918 ukończył Warszawski Instytut Muzyczny i został członkiem Stowarzyszenia Kompozytorów Polskich. 
W 1920 walczył w wojnie polsko-bolszewickiej, m.in. broniąc Warszawy podczas bitwy pod Radzyminem. Na początku lat 20. XX wieku założył Kagan’s Jazz Band, własny zespół, z którym występował w operetkach, kabaretach i w hotelach. W 1922 rozpoczął występy w kabarecie „Mirage” oraz w teatrze operetkowym „Nowości”, w 1926 podpisał dwuletni kontrakt z Hotelem Bristol. Jego zespół występował w tym hotelu grając podczas programu artystycznego oraz standardy muzyki rozrywkowej. Na ten okres datuje się początek pracy kompozytorskiej Jakuba Kagana, jednym z pierwszych utworów było tango „Złota pantera”. Jego premiera miała miejsce w 1929 w Żegiestowie i natychmiast stała się przebojem, jej popularność dotarła do Andrzeja Własta, który był dyrektorem warszawskiej rewii „Morskie Oko”. Jesienią tego samego roku utwór ten stał się częścią rewii „Tysiąc pięknych dziewcząt”, z którą zespół udał się w tournée do Niemiec, Austrii i na Węgry. 
Kolejnym szlagierem autorstwa Jakuba Kagana była skomponowana dla Hanki Ordonówny „Jesienna piosenka” i dla Stefana Witasa „Tyś mych uczuć nie warta”. Dzięki osiąganym sukcesom prowadził dostatnie życie, był właścicielem apartamentu w Alejach Ujazdowskich w Warszawie. Założony przez niego zespół stał się orkiestrą koncertującą w najelegantszych lokalach w całym kraju m.in. w warszawskiej „Adrii”, „Carltonie” i „Casanovie”, w „Fenixie” w Krakowie, „Patrii” w Krynicy oraz w „Ritzu” w Białymstoku. W latach 30. Jakub Kagan został dyrektorem studia nagrań „Cristall-Electro” oraz reżyserem spektakli muzycznych w warszawskim teatrze Collosseum. 
W 1940 roku został przesiedlony do getta warszawskiego. Aby przeżyć grał na pianinie w Teatrze Melody Palace i w restauracji „Splendid”, zginął prawdopodobnie w 1942. Okoliczności śmierci i miejsce pochówku są nieznane.

## Wybrane utwory
- „Na Górny Śląsk” (marsz);
- „Skarga miłości” (walc);
- „Wspomnienie Bobrujska” (marsz);
- „Mary” (fokstrot);
- „Cowboy” (fokstrot);
- „Afra” (fokstrot);
- „Luna” (fokstrot);
- „Daisy” (fokstrot);
- „Lady Harrison” (fokstrot);
- „Derwisz” (fokstrot);
- „Tow-To” (fokstrot);
- „Wspomnienie” (boston);
- „Patrz z uśmiechem na świat” (fokstrot).